# Acatenango (Vulkan)
Der Acatenango ist ein Schichtvulkan in Guatemala in der Nähe der Stadt Antigua mit einer Höhe von 3976 Meter. Er ist der dritthöchste Schichtvulkan in Mittelamerika und bildet zusammen mit seinem Zwilling, dem Volcán de Fuego, den Vulkankomplex La Horqueta.
Der Vulkan besitzt zwei Hauptkrater. Der Aufbau des nördlichen Kraters, Yepocapa (3880 m), endete vor zirka 20.000 Jahren. Das Ausbruchszentrum verlagerte sich in der Folge nach Süden. Es entstand der bis heute höchste Krater, Pico Central (oder Pico Mayor).
Das Gebiet um den Acatenango war bereits vor über 200.000 Jahren vulkanisch aktiv, wobei eine zeitliche Verjüngung der Ausbruchszentren von Nord nach Süd festzustellen ist. Das mächtige Vulkanmassiv erhebt sich mehr als 3500 Meter über die südlich gelegene Pazifikküste sowie 2000 Meter über das Hochland von Guatemala im Norden. Die einzigen in historischer Zeit beobachteten Eruptionen erfolgten von 1924 bis 1927 sowie im Dezember 1972. Diese phreatischen Eruptionen führten zu Aschefall bis in 25 Kilometer Entfernung. In den vergangenen 80.000 Jahren ereigneten sich zahlreiche starke, explosive Ausbrüche, unter anderem auch vor 5000, vor 2300 sowie vor 1900 Jahren. Francisco Vasquez berichtete 1690 von „Rauchentwicklung im Jahre 1661 aus einem seitlich des Fuego liegenden Vulkans“. Der Vulkan hat das Potenzial zu riesigen Geröll-Lawinen, welche eine ständige Bedrohung für über 100.000 Bewohner darstellen, die in der Umgebung des Vulkans leben. Ablagerungen solcher Ereignisse lassen sich bis in eine Entfernung von 50 Kilometer um den Vulkan feststellen und bedecken rund 300 Quadratkilometer Land.